# Elizabeth Gilmore
Elizabeth Gilmore es una deportista estadounidense que compite en remo. Ganó una medalla de oro en el Campeonato Mundial de Remo en Sala de 2025, en la prueba de 2000 m.

## Palmarés internacional
| Campeonato Mundial | Campeonato Mundial | Campeonato Mundial | Campeonato Mundial |
| Año                | Lugar              | Medalla            | Prueba             |
| ------------------ | ------------------ | ------------------ | ------------------ |
| 2025               | Sede virtual       | Medalla de oro     | 2000 m             |